# Torre di Portonuovo
La Torre di Portonuovo venne costruita nel 1568 ed è la decima torre costiera appartenente al territorio della Capitanata. Eccone la descrizione 26 anni dopo la sua costruzione, tratta dal manoscritto di Carlo Gambacorta "Visita delle Torri di Capitanata nel mese di dicembre 1594": 
(Carlo Gambacorta)
Nel 1685 la torre ha bisogno "dell'astrico di basso e resarcire quello di sopra e parte delle muraglie". Presentava in origine tre caditoie oggi scomparse dopo un crollo e il successivo restauro; segue lo schema tipico delle torri del tardo periodo vicereale: pianta quadrata, massicce pareti di conci di pietra inclinate a scarpa, piccolissime aperture.
Oggi è occupata abusivamente.

## L'assalto del 1680
Il 4 settembre 1680, nel tratto di costa tra Peschici e Vieste, sbarcarono 160 Turchi. I predoni, a Vieste, si diedero al saccheggio; mentre altri assaltarono la Torre di Portonuovo. 
Finalmente, da Peschici sopraggiunsero due galee veneziane, fra cui la capitana del golfo guidata da Geronimo Garzon. I Turchi, riconosciutala, si diedero velocemente alla fuga verso Levante. Era stata la guarnigione spagnola che presidiava il Castello di Vieste a dare l'allarme, ma soprattutto le galee veneziane che controllavano la costa da Sfinale a Peschici. Inseguiti dalle due galee veneziane, i Turchi si rifugiarono a Ragusa vecchia, da dove contavano di ripartire all'assalto di questo tratto di costa. 
Se questo progetto non si concretizzò fu solo grazie alla vigile presenza delle navi della Serenissima sul tratto di mare antistante la costa.